# Chamaecrista claussenii
Chamaecrista claussenii là một loài thực vật có hoa trong họ Đậu. Loài này được (Benth.) H.S.Irwin & Barneby miêu tả khoa học đầu tiên.